# Волконський Григорій Костянтинович
Григорій Костянтинович Волконський (бл. 1560 — 1634) — російський князь, окольничий, воєвода та дипломат.
В 1614 році Волконський служив воєводою в Каширі і очолював посольства до Криму та Польщі, за що був призначений Михайлом Федоровичем окольничим.
В 1618 році під час московського походу королевича Владислава Волконський був другим воєводою (під керівництвом Д. М. Пожарського). Але незабаром Пожарський захворів і за наказом царя передав командування Волконському, який діяв пасивно і нерішуче. Спершу він безуспішно намагався перешкодити запорізькому війську гетьмана Сагайдачного переправитися через Оку, а потім і зовсім замкнувся в Коломні. Сагайдачний зі своїми запорожцями безперешкодно рушив далі і 20 вересня 1618 з'єднався у Донського монастиря з польськими військами Владислава.